# 75-мм гаубиця M116
75-мм польова гаубиця M1 (з 1962 року — змінене найменування на M116) (англ. 75mm Pack Howitzer M116) — американська розбірна в'ючна гаубиця, що буксується, розроблена наприкінці 1920-х років. Розроблена для потреб артилерійських частин для дії в різних умовах місцевості, в тому числі важкодоступній. Тому, гаубицю М1 робили як складну для можливості розбирання на частини та транспортування по суходолу у розібраному вигляді в'ючними тваринами або вантажним транспортом чи повітрям. З початком Другої світової війни гаубиця широко застосовувалась легкими піхотними формуваннями американської армії, в першу чергу повітряно-десантними та морської піхоти. Надалі широко застосовувалась арміями багатьох країн у часи Корейської, Індокитайських, В'єтнамської та інших війн.
Крім використання у класичному варіанті, 75-мм гаубиця М1 встановлювалася на різні платформи для створення самохідних артилерійських систем, як-то 75-мм самохідна гаубиця M8 та деякі LVT або M2 та M3. На основі її також розроблена наймасовіша 75-мм самохідна гаубиця Т30.

## Історія

### Дизайн та виробництво
Роботи над 75-мм гаубицею у Сполучених Штатах розпочалися в 1920-ти роки з метою створення для артилерійських підрозділів і частин універсальної артилерійської системи для виконання завдань з вогневої підтримки лінійних підрозділів регулярних військ при їхніх діях у різних умовах місцевості, зокрема на важкодоступній. У серпні 1927 року прототип отримав назву 75-мм розбірна гаубиця М1 (англ. Howitzer, Pack, 75mm M1 on Carriage M1).
Проте, через скудне фінансування до 1940 року армія США отримала тільки 91 екземпляр таких артилерійських систем і лише з вересня того року її поставили на масове серійне виробництво. З того ж часу розпочалось надходження на озброєння американських артилерійських частин модифікованої версії гаубиці — M1A1, яке тривало до грудня 1944 року.
Модернізації в основному піддавалися артилерійські передки, колісний хід яких у перших партіях був дерев'яним, а згодом його замінили на металевий з пневматичними шинами.
| Виробництво М1 у воєнний час, од. |      |      |       |       |      |         |
| Рік                               | 1940 | 1941 | 1942  | 1943  | 1944 | Загалом |
| Розбірних гаубиць, од.            | 36   | 188  | 1 280 | 2 592 | 915  | 4 939   |
| Польових гаубиць, од.             | –    | 234  | 64    | 51    | –    | 349     |

## Конструкція
75-мм гаубиця M1 або M1A1 складалася з лафета, ствола, противідкатних пристроїв та прицільних пристосувань, завдяки простій конструкції могла швидко розбиратися та збиратися штатною обслугою. При транспортуванні гаубиця розбиралася на шість складових вагою від 73 до 107 кг і легко вантажилась на в'ючний транспорт (мули та коні). Противідкотний пристрій був гідро-пневматичним. Бойова обслуга артилерійської системи від 6 людей.

## Галерея

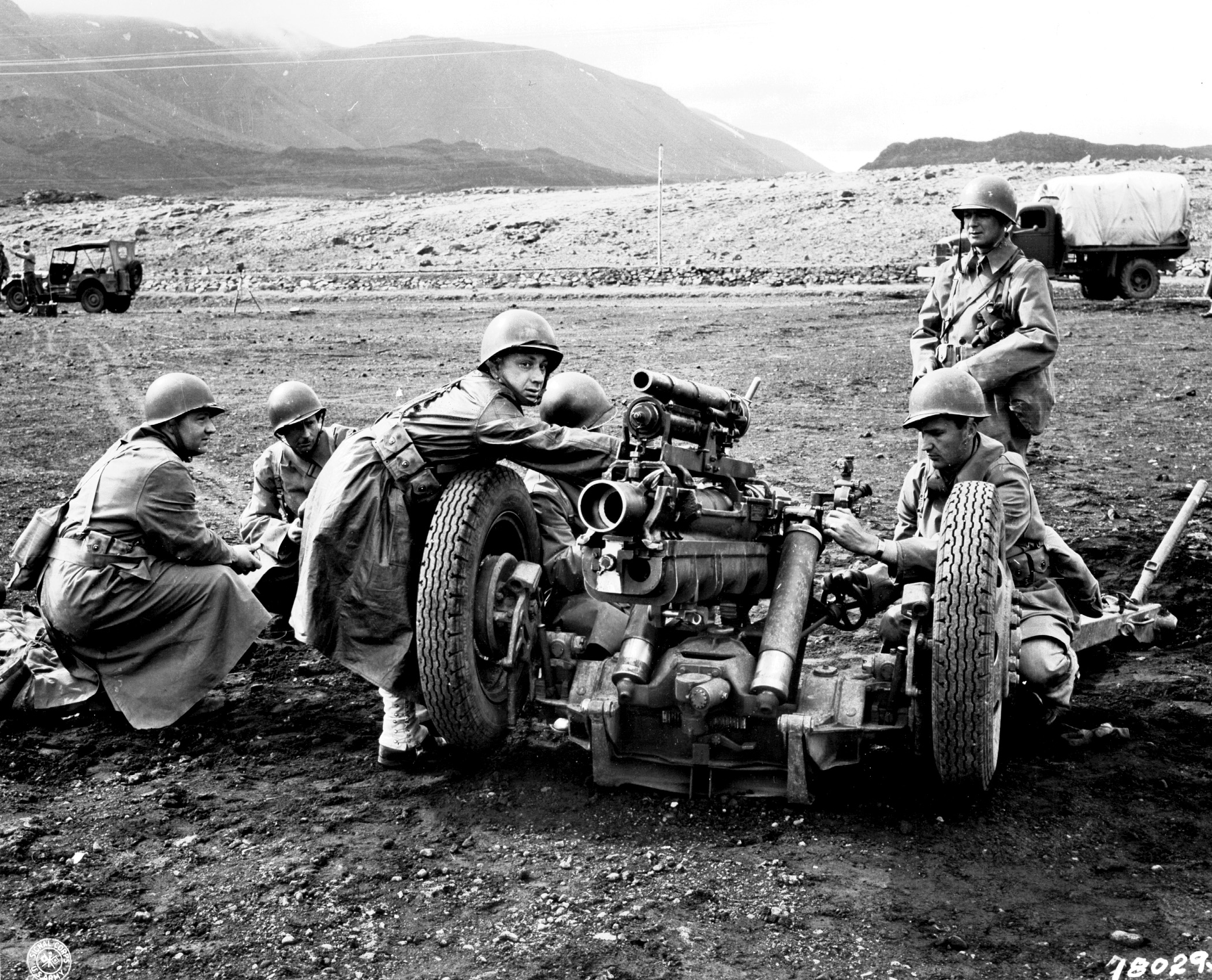
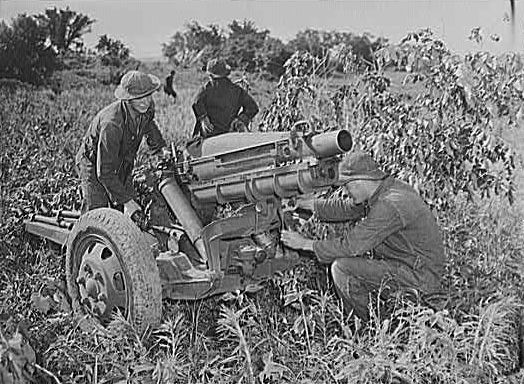
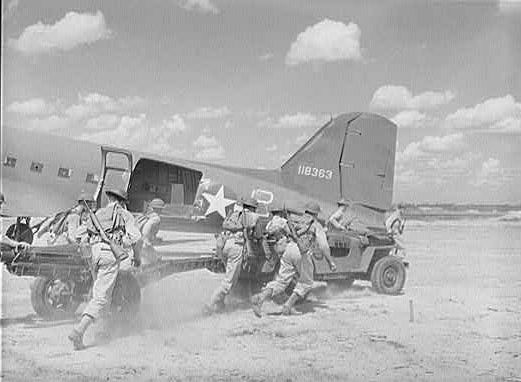
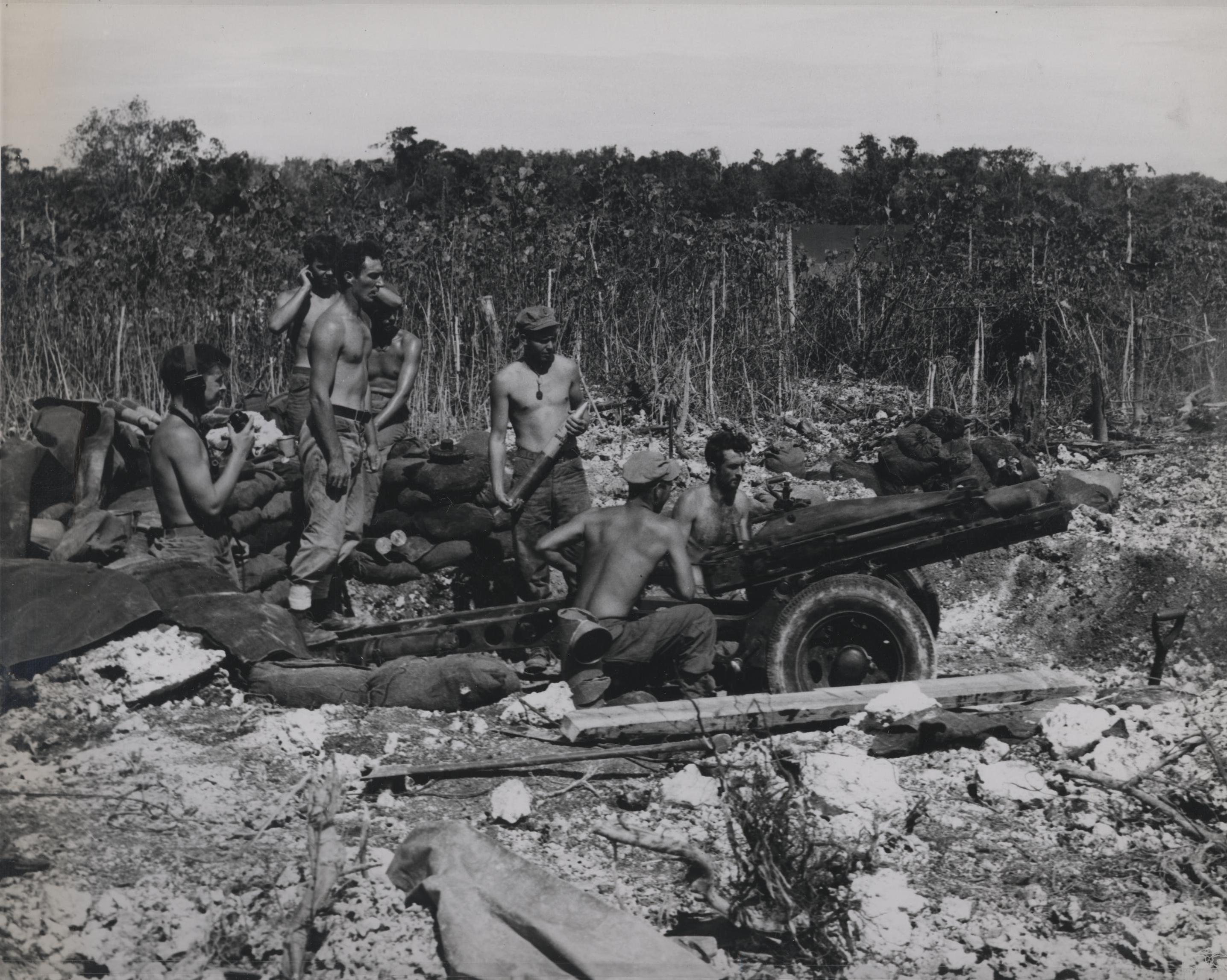
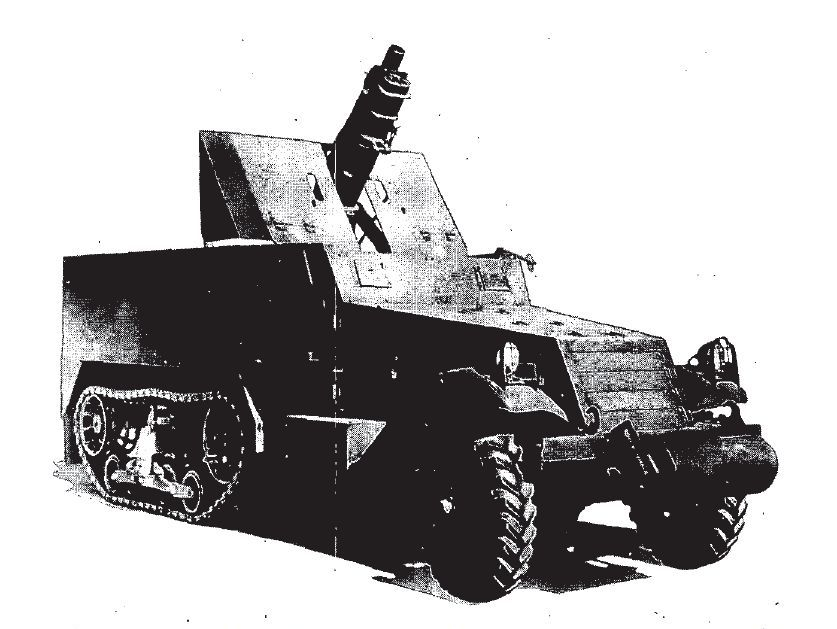
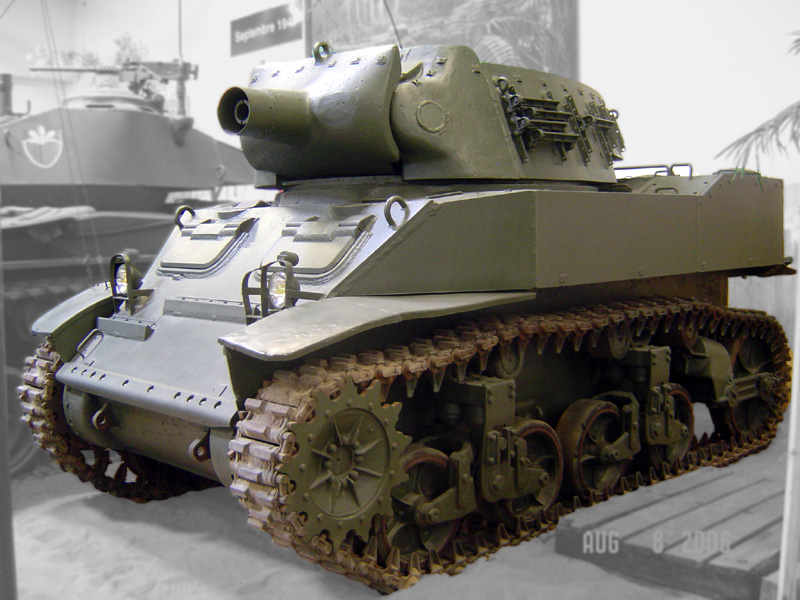
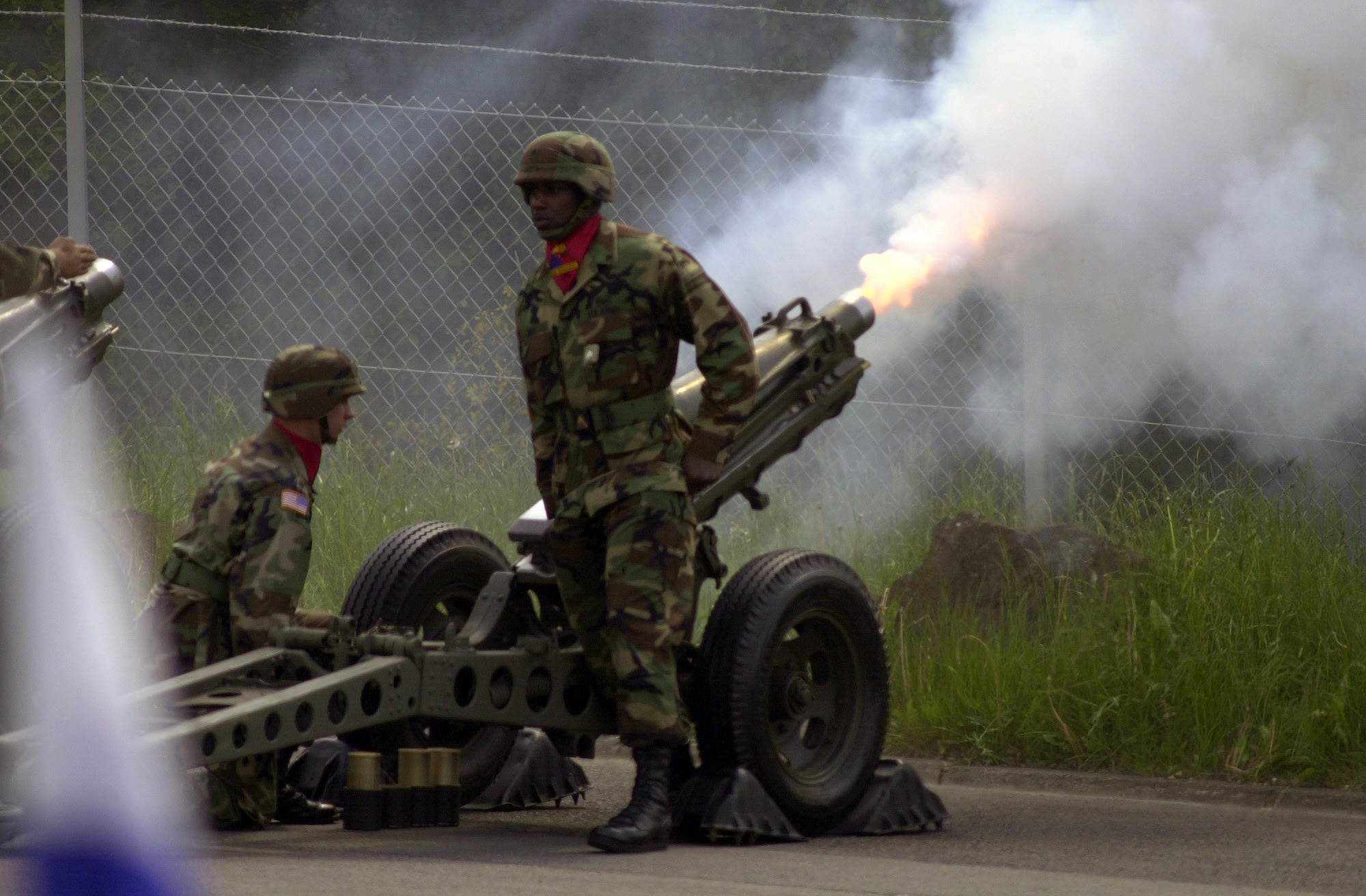

### Характеристики боєприпасів
| Боєприпаси до гаубиці M1  |                 |                      |                   |                  |                                                                 |                       |                       |                                   |
| Тип снаряду               | Марка снаряду   | Довжина пострілу, мм | Маса пострілу, кг | Маса снаряду, кг | Маса ВР, г                                                      | Марка підривника      | Дулова швидкість, м/с | Максимальна дальність стрільби, м |
| Осколково-фугасна граната | HE M41A1 Shell  | 558                  | 7,89              | 6,24             | 503 (тротил)                                                    | P.D. M48A2або TSQ M54 | 381                   | 8824                              |
| Осколково-фугасна граната | HE M48 Shell    | 596                  | 8,27              | 6,62             | 676 (тротил)                                                    | P.D. M48A2або TSQ M54 | 381                   | 8797                              |
| Димовий                   | Smoke M64 Shell | 597                  | 8,57 / 8,64       | 6,92 / 6,99      | 612 (білий фосфор) / 685 (димова суміш на основі хлорида цінку) | P.D. M57              | 381                   | 8797                              |
| Хімічний                  | Gas M64 Shell   | 597                  | 8,43              | 6,78             | 472 (іприт)                                                     | P.D. M57              | 381                   | 8797                              |
| Бронебійний кумулятивний  | HEAT M66 Shell  | 596                  | 7,39              | 5,94             | 453 (пентоліт)                                                  | B.D. M62 или M62A1    | 305                   | 7224                              |